# ناحیه ابیض سیدی شیخ
ناحیه ابیض سیدی شیخ (به عربی: دائرة الأبیض سیدی الشیخ) یک ناحیه در الجزایر است که در استان البیض واقع شده‌است. ناحیه ابیض سیدی شیخ ۳۳٬۰۸۲ کیلومتر مربع مساحت و ۲۷٬۱۱۲ نفر جمعیت دارد.